# Timonius involucratus
Timonius involucratus är en måreväxtart som beskrevs av Elmer Drew Merrill. Timonius involucratus ingår i släktet Timonius och familjen måreväxter. Inga underarter finns listade i Catalogue of Life.